# 伊万·赫尔德利奇卡
伊万·赫尔德利奇卡（1943年11月20日—），斯洛伐克男子足球运动员，司职中场。他曾代表捷克斯洛伐克国家队参加1970年国际足联世界杯，结果队伍止步小组赛阶段。